# Калуст Вардан
Калуст Вардан (англ. Kaloost Vartan; 1835, Константинополь, Османская империя — 1908) — армянский переводчик, врач и миссионер, родившийся в Константинополе. Пионер медицины XIX века на Ближнем Востоке. Основал первую больницу в Османской Галилеи — Назаретскую больницу, единственную между Иерусалимом и Бейрутом.

## Биография
В 1857 году молодой армянин Пакрадуни Калуст Вартан, получивший образование у американских пресвитерианских миссионеров в Константинополе (Стамбуле), прибыл в Эдинбург и обратился за поддержкой к EMMS. К счастью, общество не смутилось, обнаружив, что он «не знает латинского языка», и обязалось оплатить его образование в Эдинбургском университете. В 1861 году Калуст Вартан получает диплом Королевского колледжа хирургов Эдинбурга.
После окончания учебы доктор Вартан вернулся на Ближний Восток, некоторое время работал в Бейруте, а затем перебрался в город Назарет, где уже располагалась англиканская миссия, где он основал небольшую клинику на четыре койки. В то время Вардан был единственным врачом. Эта небольшая клиника вскоре стала Назаретской больницей, которая сейчас является главным травматологическим центром, оказывающим неотложную помощь в Назарете. Основанная Калустом Варданом больница была единственной в то время между Иерусалимом и Бейрутом.